# زقوم

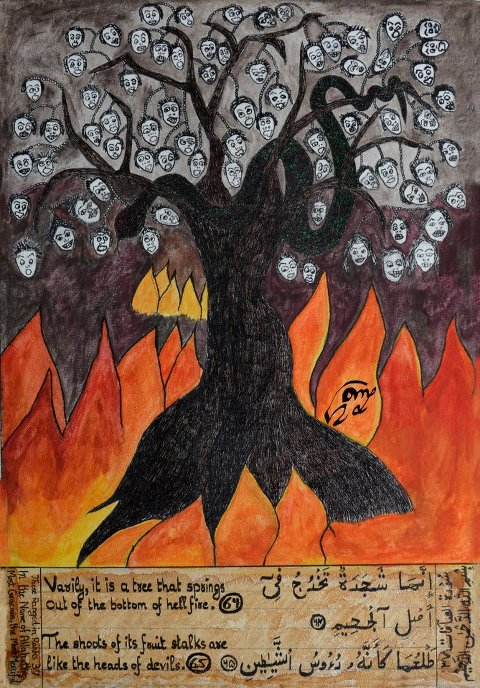
نگاره‌ای از درخت زقوم که زیر آن آیاتی از سورهٔ صافات نوشته شده است.

زَقّوم نام درختی است که به گفتهٔ قرآن در قعر آتش جهنم رشد می‌کند. بر این درخت میوه‌ای می‌روید که غذای جهنمیان است.
در سه جای قرآن و به طور مشخص در آیهٔ ۶۲ سورهٔ صافات، در آیهٔ ۴۳ سورهٔ دخان و آیهٔ ۵۲ سورهٔ واقعه، از واژهٔ زقوم یا درخت زقوم استفاده شده است. میوه‌های این درخت به شکل سرهای شیاطین می‌باشند که دوزخیان از آن‌ها می‌خورند و در دل آن‌ها همچون فلز گداخته غلیان می‌کند و در پی آن آب جوش می‌نوشند.

## زقوم در قرآن
أَذَلِکَ خَیْرٌ نُّزُلًا أَمْ شَجَرَةُ الزَّقُّومِ
إِنَّا جَعَلْنَاهَا فِتْنَةً لِّلظَّالِمِینَ
إِنَّهَا شَجَرَةٌ تَخْرُجُ فِی أَصْلِ الْجَحِیمِ[صافات–۶۲ تا ۶۴]

آیا آن (نعمت‌های بهشتی) برای پذیرایی بهتر است یا درخت زقوم؟
همانا ما درخت زقوم را وسیله شکنجه و درد و رنج ستمگران قرار داده‌ایم.
همانا این درخت از عمق دوزخ می‌روید.

ثُمَّ إِنَّکُمْ أَیُّهَا الضَّآلُّونَ الْمُکَذِّبُونَ
لَأَکِلُونَ مِن شَجَرٍ مِّن زَقُّومٍ[واقعه–۵۱ تا ۵۲]

همانا، ای گمراهان انکار کننده!
حتماً از درختی (بدمنظر و بد طعم و بدبو) که زقّوم است خواهید خورد.